# Prosymna meleagris
Prosymna meleagris är en orm i familjen snokar som förekommer i västra Afrika.
Utbredningsområdet sträcker sig från västra Senegal till västra Kamerun. I östra Sierra Leone, Elfenbenskusten och västra Ghana når arten inte Atlanten. Den lever i skogar och savanner. Den årliga nederbörden ligger vid 1500 mm. Födan utgörs av ägg från ödlor och andra ormar. Honor lägger själv ägg.
För beståndet är inga hot kända. Hela populationen bedöms som stor. IUCN listar arten som livskraftig (LC).